# David Oubiña
 David Oubiña  (Buenos Aires, Argentina, 30 de marzo de 1964) es un periodista, crítico y guionista de cine argentino.

## Actividad profesional
Obtuvo su doctorado en Letras en la Facultad de Filosofía y Letras de la Universidad de Buenos Aires, donde posteriormente ha sido profesor. Recibió becas de Programa Fulbright, Fundación Antorchas, Fondo Nacional de las Artes y recibió la Beca Guggenheim.También enseñó fuera del país como profesor visitante en las universidades de Londres, de Bergen, de Nueva York y en la de Berkeley; asimismo dictó clases en la Universidad del Cine, en la New York University en Buenos Aires  y en la Maestría de escritura creativa de la Universidad Nacional de Tres de Febrero. 
Es investigador del CONICET y del Instituto de Literatura Hispanoamericana de la Universidad de Buenos Aires e integra el consejo de dirección de la revista Las Ranas (artes, ensayo y traducción) y el comité editorial de  Cahiers du cinéma España. Colaboró, entre otras publicaciones, en Ha sido colaborador en las revistas Punto de vista , El Amante del Cine y Babel,
Entre sus obras se encuentran Filmología. Ensayos con el cine (2000) que fue galardonada con el Primer premio de ensayo del Fondo Nacional de las Artes; El cine de Hugo Santiago (2002); Jean-Luc Godard: el pensamiento del cine (2003); Estudio crítico sobre La ciénaga, de Lucrecia Martel (2007), Una juguetería filosófica. Cine, cronofotografía y arte digital (2009) y El silencio y sus bordes. Modos de lo extremo en la literatura y el cine (2011). 
En 2000 hizo en colaboración el guion del filme mezcla de documental y ficción Notas de tango y luego guionó o colaboró en otros filmes.

## Premios
Fue galardonado con el Primer premio de ensayo del Fondo Nacional de las Artes por su obra Filmología. Ensayos con el cine (2000) y con el Premio Konex en Letras, de 2004.

## Filmografía
Intérprete
- El teorema de Santiago (2015) …Él mismo

Guionista
- Secuestro y muerte (2010)
- Música nocturna (2006)
- Esas cuatro notas (2004)
- Notas de tango (2000)

Asesoría en la estructura del guion
- Familia rodante (2004)
- Los perfumes de la noche telefilm(2002)
- El juego de la silla (2002)
- Sólo por hoy (2000)
- Mundo grúa (1999)

Textos
- El teorema de Santiago (2015)